# Communauté d’agglomération de Bourg-en-Bresse
Die Communauté d’agglomération de Bourg-en-Bresse ist ein ehemaliger französischer Gemeindeverband (Communauté d’agglomération) im Département Ain in der Region Auvergne-Rhône-Alpes. Der am 28. November 2000 gegründete Verband bestand aus 15 Gemeinden und zählte 72.415 Einwohner (Stand 2013) auf einer Fläche von 284,5 km2. Sein Gebiet umfasste einen zentralen Teil der Landschaft Bresse rund um die Stadt Bourg-en-Bresse, in der sich der Verwaltungssitz des Verbandes befand. Präsident des Gemeindeverbandes war zuletzt Michel Fontaine.

## Aufgaben
Zu den vorgeschriebenen Kompetenzen gehörten die Entwicklung und Förderung wirtschaftlicher Aktivitäten und die Raumplanung auf Basis eines Schéma de Cohérence Territoriale. Der Gemeindeverband betrieb die Straßenmeisterei und die Abwasserentsorgung (teilweise) und nahm die Verantwortung für die Hausmüllentsorgung wahr als Mitglied von Organom, einem übergeordneten, im Arrondissement Bourg-en-Bresse aktiven Zweckverband. Zusätzlich baute und unterhielt der Verband Kultur- und Sporteinrichtungen und förderte Veranstaltungen in diesen Bereichen.
Er nahm außerdem politische Aufgaben wahr in den Bereichen Wohnungsbau und Mobilität.

## Historische Entwicklung
Der Gemeindeverband fusionierte mit Wirkung vom 1. Januar 2017 mit den Gemeindeverbänden 
- Communauté de communes Bresse Dombes Sud Revermont
- Communauté de communes du Canton de Coligny
- Communauté de communes du Canton de Saint Trivier de Courtes
- Communauté de communes de Montrevel-en-Bresse
- Communauté de communes de Treffort-en-Revermont
- Communauté de communes de La Vallière

und bildete so die Nachfolgeorganisation Communauté d’agglomération du Bassin de Bourg-en-Bresse.

## Ehemalige Mitgliedsgemeinden
Folgende 15 Gemeinden gehörten dem Gemeindeverband an:
| Gemeinde                   | Einwohner 1. Januar 2022 | Fläche km² | Dichte Einw./km² | Code INSEE | Postleitzahl |
| -------------------------- | ------------------------ | ---------- | ---------------- | ---------- | ------------ |
| Bourg-en-Bresse            | 42.065                   | 23,9       | 1.760            | 01053      | 01000        |
| Buellas                    | 1.884                    | 10,2       | 185              | 01065      | 01310        |
| Dompierre-sur-Veyle        | 1.225                    | 29,1       | 42               | 01145      | 01240        |
| Jasseron                   | 1.900                    | 18,9       | 101              | 01195      | 01250        |
| Lent                       | 1.459                    | 31,5       | 46               | 01211      | 01240        |
| Montcet                    | 715                      | 6,7        | 107              | 01259      | 01310        |
| Montracol                  | 1.008                    | 14,6       | 69               | 01264      | 01310        |
| Péronnas                   | 6.437                    | 17,6       | 366              | 01289      | 01960        |
| Polliat                    | 2.694                    | 20,1       | 134              | 01301      | 01310        |
| Saint-André-sur-Vieux-Jonc | 1.216                    | 24,2       | 50               | 01336      | 01240        |
| Saint-Denis-lès-Bourg      | 6.078                    | 12,6       | 482              | 01344      | 01000        |
| Saint-Rémy                 | 922                      | 7,4        | 125              | 01385      | 01310        |
| Servas                     | 1.287                    | 13,1       | 98               | 01405      | 01240        |
| Vandeins                   | 725                      | 9,4        | 77               | 01429      | 01660        |
| Viriat                     | 6.955                    | 45,0       | 155              | 01451      | 01440        |